# Никольченко, Александр Иванович
Александр Иванович Никольченко (1909 год, село Ащебутак — 1954 год) — председатель колхоза имени Халтурина Домбаровского района Чкаловской области. Герой Социалистического Труда (1948).

## Биография
Родился в 1909 году в крестьянской семье в селе Ащебутак. С раннего детства занимался батрачеством. Служил в Красной Армии (1931—1933). После армии работал бригадиром одного из механизированных отрядов Ащебутакской МТС. Участвовал в Великой Отечественной войне. Во время одного из сражений получил тяжёлое ранение, после чего демобилизовался в 1942 году.
Возвратившись на родину, некоторое время проработал животноводом в колхозе имени Куйбышева. В 1944 году был избран председателем колхоза имени Халтурина Домбаровского района. За короткое время вывел колхоз в число передовых сельскохозяйственных хозяйств Оренбургской области. В течение трёх лет расширил вчетверо за счёт целины посевные площади, в результате чего увеличился валовый сбор зерновых. Урожай пшеницы в послевоенные годы составлял в среднем около 30 центнеров с каждого гектара. В 1947 году общий сбор пшеницы в колхозе составил 19650 центнеров. В 1948 году удостоен звания Героя Социалистического Труда «за получение высоких урожаев пшеницы и ржи при выполнении колхозом обязательных поставок и натуроплаты за работу МТС в 1947 году и обеспеченности семенами зерновых культур для весеннего сева 1948 года».
Построил в колхозе объекты социального характера: дома для колхозников, электростанцию и сельский клуб. Был председателем колхоза имени Халтурина до 1954 года, когда был назначен заместителем директора совхоза «Полевой».
Погиб в 1954 году в результате несчастного случая.
Награды
- Герой Социалистического Труда — указом Президиума Верховного Совета СССР 3 апреля 1948 года
- Орден Ленина
- Орден Красной Звезды (31.03.1945)
- Орден Отечественной войны 2 степени (6.11.1947)